# Mohamed Razak
Mohamed Razak (né le 4 avril 1986 au Ghana) est un footballeur international qatarien d'origine ghanéenne.

## Biographie
Mohamed Razak signe en 2010 à Lekhwiya. Pour sa première saison, il marque 11 buts en 19 matchs. La 2e saison, il marque 3 buts en 18 matchs. 
Il se fait ainsi remarquer et il est sélectionné avec l'équipe nationale du Qatar.

## Palmarès
- Champion du Qatar (Qatar Stars League) en 2011 et 2012 avec Lekhwiya
- 8 sélections avec l'équipe nationale du Qatar